# La Meignanne
La Meignanne – miejscowość i dawna gmina we Francji, w regionie Kraj Loary, w departamencie Maine i Loara. W 2013 roku jej populacja wynosiła 2326 mieszkańców. 
W dniu 1 stycznia 2016 roku z połączenia czterech ówczesnych gmin – La Meignanne, La Membrolle-sur-Longuenée, Le Plessis-Macé oraz Pruillé – utworzono nową gminę Longuenée-en-Anjou. Siedzibą gminy została miejscowość La Membrolle-sur-Longuenée. 